# Claudio Romero
Claudio Romero, född 10 juli 2000, är en friidrottare från Chile. Han deltog vid olympiska sommarspelen 2024.